# 7e Bataljon Infanterie

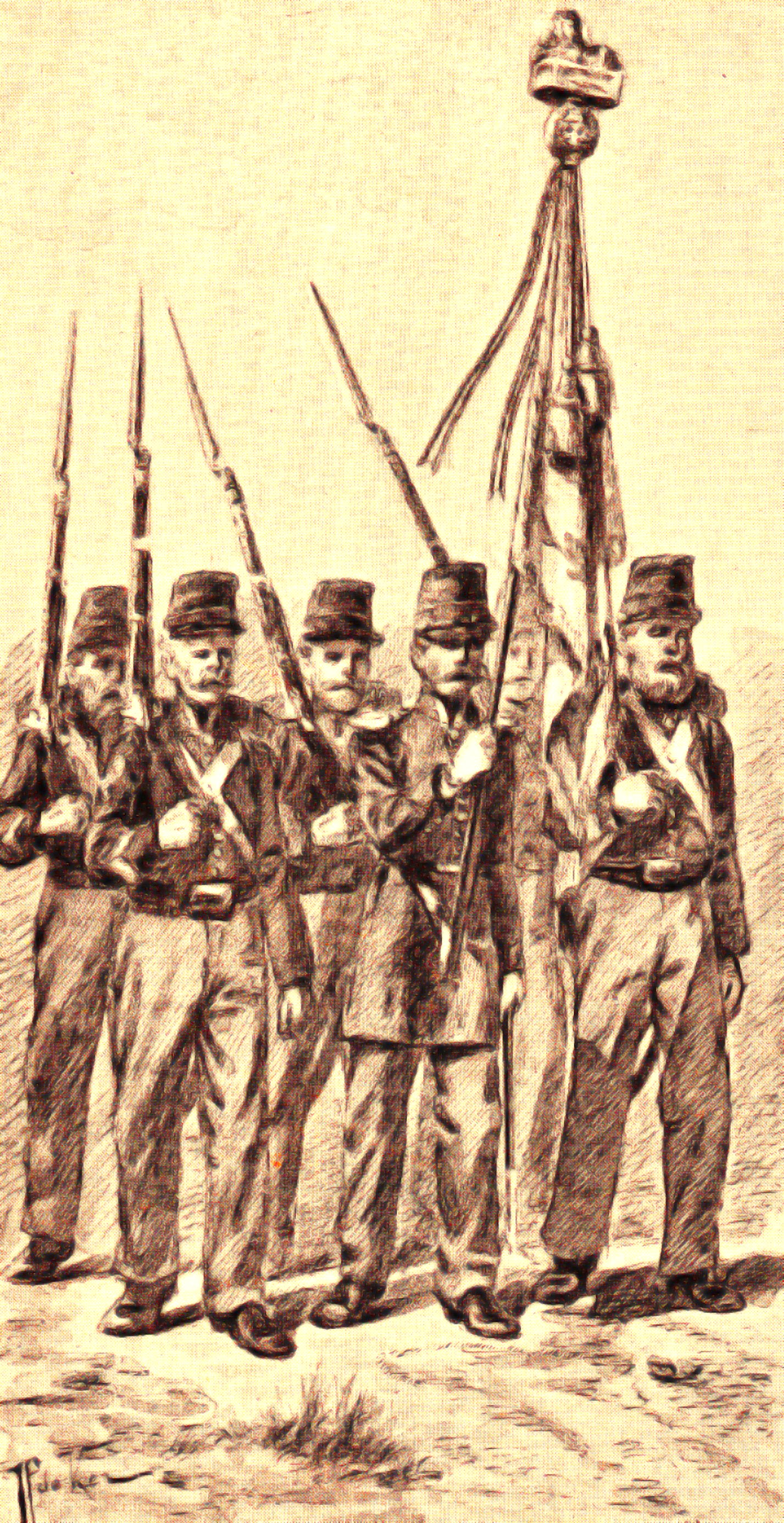
Het vaandel van het zevende bataljon infanterie, tekening uit 1900

Het 7e Bataljon Infanterie van het Koninklijk Nederlandsch-Indisch Leger was een Nederlandse koloniale militaire eenheid die actief was in Nederlands-Indië.

## Geschiedenis van het 7de Bataljon Infanterie
In 1814 werd er uit de in Nederlands-Indië aanwezige troepen acht bataljons "Oost-Indische Infanterie van Linie" gevormd. Deze bataljons werden in 1826 omgevormd tot een drietal "Afdelingen Infanterie", waarna er in 1826, tijdens de Java-oorlog, opnieuw een reorganisatie plaatsvond: de afdelingen werden omgevormd tot acht "Mobiele colonnes". Op 4 december 1830 werden deze acht colonnes vervolgens gereorganiseerd tot het 1e t/m 8e Bataljon Koloniale Infanterie. Op 24 augustus 1833, de verjaardag van de koning, ontving het 7e bataljon te Salatiga op Java uit handen van de commandant van het Nederlands Oost-Indisch leger, generaal-majoor Ridder de Stuers, een eigen vaandel. In 1839 werden de "Bataljons Koloniale Infanterie" hernoemd naar simpelweg "Bataljon Infanterie".
Tussen 1846 en 1849 nam het 7e Bataljon Infanterie deel aan de eerste, tweede en derde expeditie naar Bali waar het zich in de strijd onderscheidde: op 11 december 1849 werd bij Koninklijk Besluit het bataljon de Militaire Willems-Orde 4e klasse toegekend en aan het vaandel gehecht.
Blijkens een stadskaart van Magelang uit 1923 die bewaard wordt in het Koninklijk Instituut voor de Tropen was het 7e Bat. Inf. toen gelegerd in Magelang.
In 1941 werd het vaandel opgeslagen bij het Departement van Oorlog van het Gouvernement. Na de Japanse inval in 1942 werd het vaandel buitgemaakt door de Japanners en als oorlogsbuit naar Japan gestuurd, samen met andere buitgemaakte vaandels. Het onbekend gebleven schip waarmee de buit naar Japan werd gezonden is waarschijnlijk verloren gegaan in de strijd met de Amerikaanse vloot, de vaandels zijn nooit in Japan aangekomen.
Het in 1950 opgerichte Regiment van Heutsz van de Koninklijke Landmacht zet de tradities van het KNIL, waaronder ook het 7e Bataljon Infanterie, voort. Ter herinnering aan de verrichtingen van het KNIL heeft het vaandel van het Regiment van Heutsz als vaandelopschrift "Krijgsverrichtingen Koninklijk Nederlands-Indisch Leger 1832-1950".

## Expedities van het 7e Bataljon in de negentiende eeuw

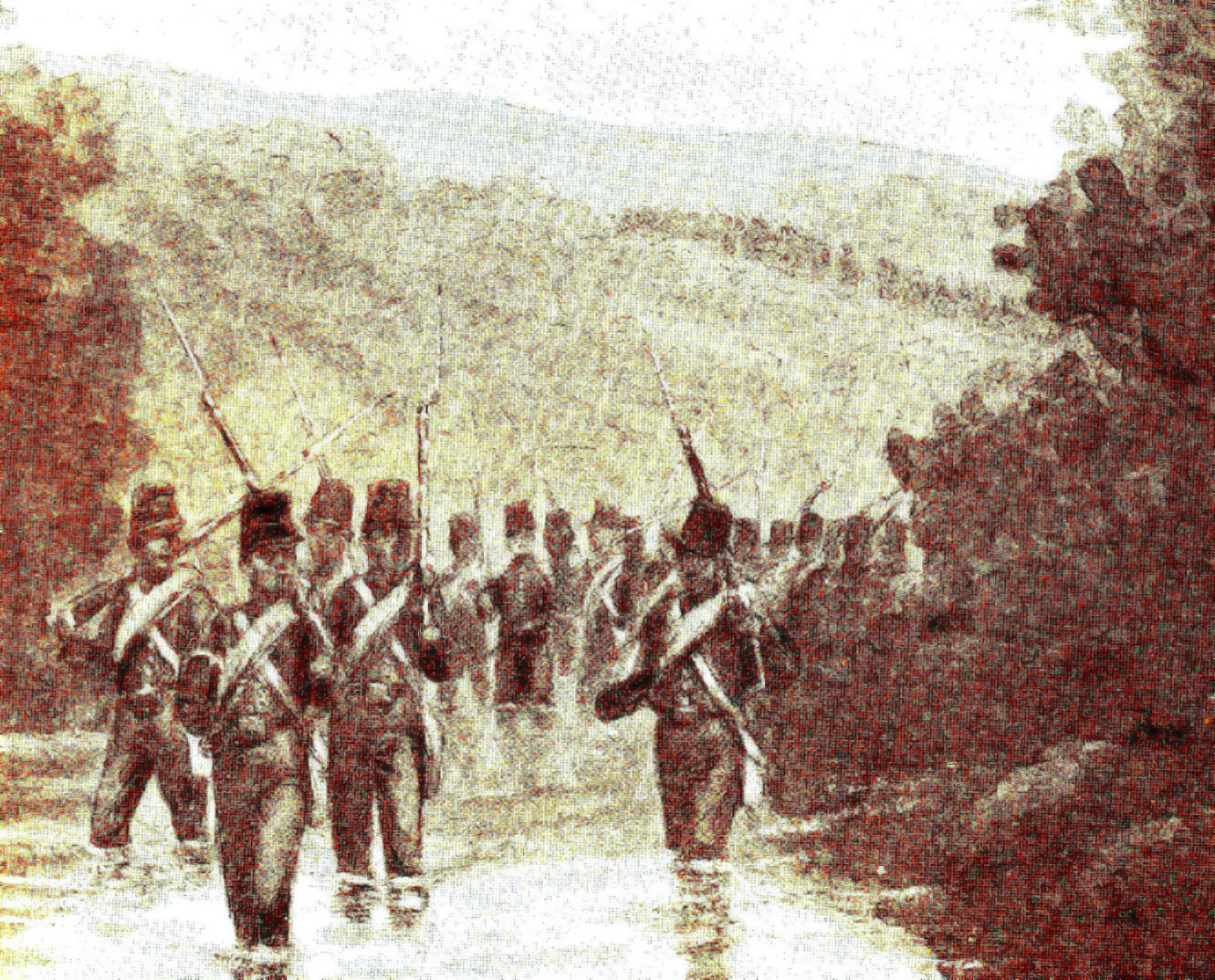
Mars van het 7e Bataljon Infanterie wadend door de Sangsit tijdens de verkenning van Djaga Raga tijdens de derde expeditie naar Bali

### Bali in 1849
Bij Koninklijk Besluit van 11 december 1849 vond Z.M. de de Koning goed aan de tot de tweede en derde expeditie naar Bali behoord hebbende militairen en schepelingen van de land- en zeemacht in het algemeen zijn tevredenheid te betuigen over hun bij die gelegenheid betoonde moed en volharding met de bepaling dat daarvan bij afzonderlijke dagorders, zowel in Nederland als in Indië, melding zou worden gemaakt en dat onder meer het vaandel van het 7e Bataljon Infanterie in Oost-Indië zou worden versierd met de Militaire Willems-Orde voor de uitstekende bijzondere diensten, door dat Bataljon bewezen, bij het omtrekken en aanvallen van de versterkingen van Djaga Raga op 15 en 16 april 1849. De samenstelling van het 7e Bataljon Infanterie wat betreft officieren was tijdens de derde expeditie naar Bali als volgt:
- Luitenant-kolonel Le Bron de Vexela, commandant, Majoor J.M. Hemmes, luitenant-adjudant IJske, betaalmeester Prins;
- Eerste compagnie: Kapitein E.C.F. Happé, eerste luitenant H. Raat, tweede luitenant Recke, tweede luitenant Derens;
- Tweede compagnie: Kapitein A.A. Dessart, eerste luitenant Barberino, tweede luitenant Luiks en tweede luitenant Veenhuizen;
- Derde compagnie: Kapitein Buis, eerste luitenant Van Zee, tweede luitenant Saueressig en tweede luitenant Hecler;
- Vierde compagnie: Kapitein Boon van Ostade, eerste luitenant Crena, tweede luitenant Heijligers en tweede luitenant Harmoe;
- Vijfde compagnie: Kapitein Hachez, eerste luitenant Camphuis, tweede luitenant Nieborg en tweede luitenant Van Eugen;
- Zesde compagnie: Kapitein Wollweber, eerste luitenant Haan en eerste luitenant Strengnaerts, tweede luitenant Moltzer.

Van het 7e Bataljon Infanterie onderscheidden zich tijdens de derde expeditie naar Bali de volgende personen: J.M. Hemmes, Majoor, A.A. IJske, eerste luitenant-adjudant, J. van Horsen en B.I. van Bosstraeten, adjudant-onderofficier, E.C.F. Happé, kapitein, H. Raat, eerste luitenant, F. Luyckx, tweede luitenant, C.H. Boon van Ostade, kapitein, C.G. Heijligers, tweede luitenant, J.C.A.H. Hachez, kapitein, A.J. Camphuis, eerste luitenant, J.H.A.A. Räcke, en C.T. van Eugen, tweede luitenants, C.A.F.W. Wollweber, kapitein, J.H. Haan en J.G.G.H. Strengnaerts, eerste luitenants, D.M.J. Moltzer, tweede luitenant, L.H. Krieger, sergeant-majoor, J.C. Eenstroom, sergeant, J. Markesteijn, korporaal, J. van der Herten, W.L. Buchel, C. van Arendonk, M. Kortenbach, M. van Egmond, P.J. Geus en R.L. Lange (flankeurs), F.H.F.G. Demmeni, sergeant, J.F. Pfannemuller, korporaal, F.A. Wolff, sergeant-majoor, J.A.M. Bartels, J. Seket en F. Singels, sergeants.
Tijdens de derde expeditie, gedurende de gevechten op 15 en 16 april 1849 te Djaga Raga, werden van het 7e Bataljon Infanterie gewond:
overste C.A. de Brauw
Kapitein Everhard Christiaan Frederik Happé, flankeur Jean van der Herten, sergeant Arnold Cornelis Gerardus Eliza Lukas Bols, sergeant Hendrik Willem Alink, flankeur Marten Martens Thremer, sergeant Johannes Antonius Martinus Bartels, flankeur Sijmen Mury, flankeur Carl Heinrich Ernst Wachner, Franz Wilhelm Schmitz, korporaal David François Bongaertz, flankeur Corneille François de Pooter, flankeur Johann Christoph Lutzow, korporaal Leonardus Cousin, flankeur Hendrik Riethof en flankeur Hendrik van Vuure. Tweede luitenant Cornelis Derens, flankeur Donatus la Roy en flankeur Charles Louis Hermand sneuvelden. Aan ziekten tijdens de derde expeditie overleden de volgende manschappen van het 7e Bataljon Infanterie: sergeant-majoor Carel Theodoor Radijs (23 mei 1849), korporaal Jacob Johannes Hoefsloot (26 mei 1849), sergeant Egbert Coenraad Crop (5 mei 1849), flankeur Jacobus Hoven (24 mei 1849), flankeur Joachim Henrich Dusenberg (28 mei 1849), flankeur Joannus Wilhelmus Klein (14 mei 1849) en sergeant Johannes Cornelis Eenstroom (15 mei 1849).

### Overige expedities
Het 7e Bataljon nam in 1854, onder leiding van majoor De Brabant deel aan de Expeditie tegen de Chinezen te Montrado op Borneo's westkust (1850-1855), in 1894 aan de Lombok-Expeditie (met onder meer het 5e en 9e Bataljon, onder commando van generaal-majoor Vetter) en tijdens de Atjehoorlog aan verschillende expedities.
Een colonne van het 7e Bataljon nam deel aan de expeditie naar de Zuider- en Oosterafdeling van Borneo, en maakte (onder commando van Kapitein Eichelberg) een beruchte tocht van 20 dagen dwars door Borneo in het jaar 1862 (17 dagen van aanhoudende vermoeiende mars en slechts drie dagen van rust, bij de soldaten wel bekend als "de hongertocht". In de namiddag van de 30ste juli bereikte de colonne, zonder door de vijand in haar benarde positie lastiggevallen te zijn, kampong Langkap, maar het was slechts een troep invaliden met ontvelde en bebloede voeten, gezwollen benen, haveloos, bemodderd en in lompen gekleed, sommigen steunend op een stok, die de kampong binnen marcheerde, maar de verroeste en gehavende wapens werden fier gedragen. De meeste koelies, die trouw hun buitengewoon zware taak met loffelijke ijver vervuld hadden, zodat geen enkele zieke of gewonde achterbleef, vielen van uitputting neer. Toch mocht de troep niet rusten voordat zij Pringin bereikt had en al de volgende dag begon de marteling opnieuw en sleepten de mannen zich langs de moeilijke weg voort. De 1ste augustus kwam men te Pringin aan, waar de colonne door de achtergebleven mannen met luide jubelkreet en hartelijke welkomstgroet werd ontvangen, terwijl het hun aan geen goede en liefderijke zorgen ontbrak. Bijna allen waren ziek.
Toen de Japanse troepen op 10 januari 1942 Nederlands-Indië aanvielen, wist, gedurende een korte maar heftige verdediging van het eiland Tarakan, het 7e Bataljon Infanterie, onder aanvoering van luitenant-kolonel S. de Waal, de opmars van de vijand zo lang te vertragen dat de vernietiging van de belangrijkste oliebronnen op dat eiland plaats kon hebben.

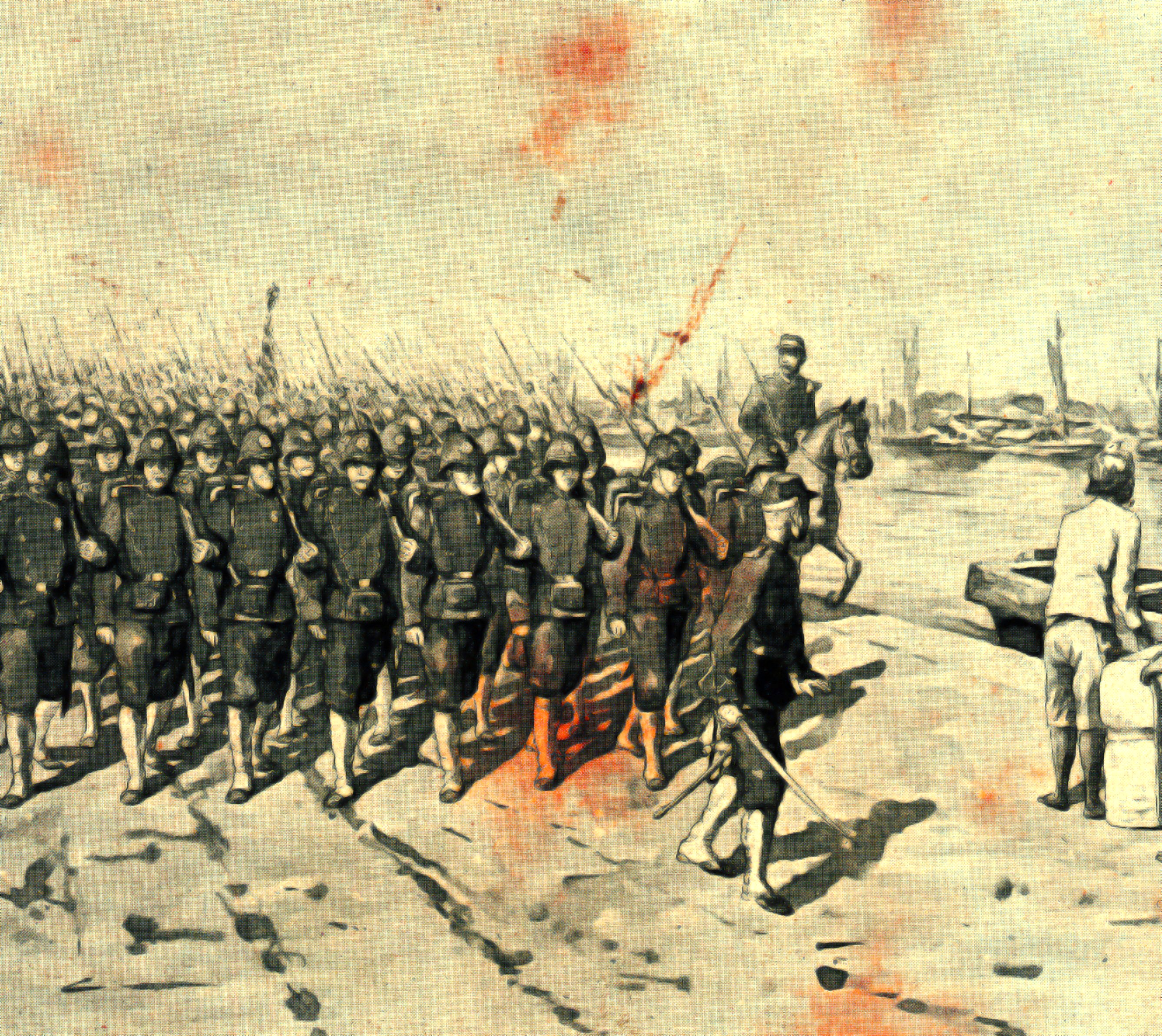
Aankomst van het 7e Bataljon Infanterie te Semarang aan de vooravond van de Lombok-Expeditie (1894)
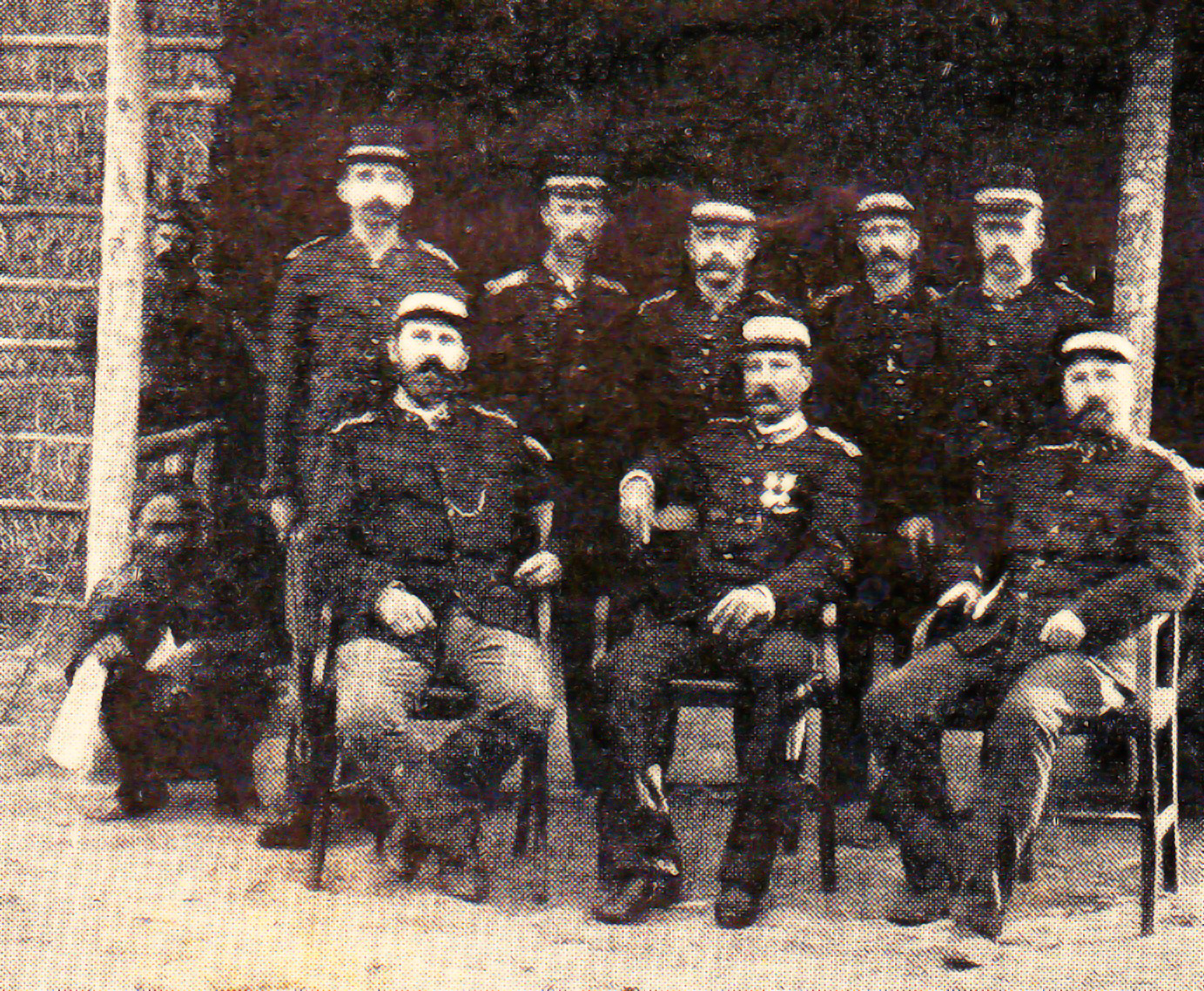
Officieren van het 7e Bataljon Infanterie aan de vooravond van de Lombok-Expeditie (1894)

1e Bataljon Infanterie · 3e Bataljon Infanterie · 7e Bataljon Infanterie · 8ste Bataljon Infanterie · Korps Marechaussee van Atjeh · Koloniaal Werfdepot · Barisankorps van Madoera · Militaire Luchtvaart van het Koninklijk Nederlandsch-Indisch Leger · 2-VLG-V (ML-KNIL) · Mariniersbrigade in Nederlands-Indië · Wapen der Genie (KNIL) · Korps Koloniale Reserve · Korps Insulinde · Korps Speciale Troepen · Royal Netherlands Military Flying School · NEFIS · Legioen van Ratu Adil · Militaire Pupillenschool te Gombong
Invasie van Java · Expedities naar Saparoea · Eerste expeditie naar Palembang · Tweede expeditie naar Palembang · Padri-oorlogen · Eerste Boni-expeditie · Tweede Boni-expeditie · Expeditie naar de westkust van Borneo · Java-oorlog · Expeditie naar de westkust van Sumatra · Opstand aan de westkust van Sumatra (1841) · Eerste expeditie naar Bali · Tweede expeditie naar Bali · Derde expeditie naar Bali · Expeditie naar de westerafdeling van Borneo · Eerste expeditie naar Palembang · Tweede expeditie naar Palembang · Expeditie tegen de Chinezen te Montrado · Expeditie naar Nias · Derde Boni-expeditie · Vierde Boni-expeditie · Expeditie naar de Zuider- en Oosterafdeling van Borneo · Bombardement van Shimonoseki · Expeditie naar de Pasoemah-landen · Vierde en vijfde expeditie naar Bali · Expeditie naar de westkust van Guinea · Atjehoorlog · Opstand der Chinezen in Mandor · Opstand te Djambi · Lombok-expeditie · Militaire excursie naar Midden-Lombok · Expeditie naar Korintji ·  Expeditie naar Bali (1906-1908) ·  Strijd om Tarakan · Guerrillaoorlog van het Indische leger op Celebes · Verovering van Atjeh door Japan · Guerrillaoorlog van het Indische leger op Nieuw-Guinea · Slag bij Manado · Slag om Ambon · Slag om Timor · Politionele acties · APRA-staatsgreep van kapitein Westerling
Eerste expeditie · Tweede expeditie · Atjehoorlog onder leiding van kolonel Pel · Verovering van Lam Poeloe · Verovering van Lam Ara (Oleij-loe) · Verovering van Garouw · Verovering van Kota Alam · Oprichting van de Ooster-Benteng · Verovering van Lemboe en Berauw · Verovering van Soerian · Periode van de afwachtende houding · Oorlog onder leiding van generaal van der Heijden · Batoe Iliq · Periode van het civiele bestuur · Voortzetting van de afwachtende politiek · Edi-expeditie · Periode van verdere achteruitgang · Kaloet-affaire · Periode van 1896-1901 · Pedir-expeditie · Tocht van G. van Daalen · Verovering door Japan
Azië in de Tweede Wereldoorlog · Verovering van Nederlands-Indië door Japan · Japanse bezetting van Nederlands-Indië · Invasie van Sumatra in 1942 · Verovering van Atjeh door Japan · Strijd om Palembang · Slag om Borneo · Slag om Balikpapan · Verovering van Bandjermasin (1942) · Strijd om Tarakan (1942) · Strijd om Tarakan (1945) · Strijd om Borneo (1945) · Strijd om Noord-Borneo · Strijd om Balikpapan (1945) · Slag in de Straat van Soenda · Eerste Slag in de Javazee · Tweede Slag in de Javazee · Slag om Java · Slag in de Straat Badoeng · Strijd om Celebes · Guerrillaoorlog van het Indische leger op Nieuw-Guinea · Overakker-complot · Nederlandse verzets- en guerrillagroeperingen in Nederlands-Indië · Slag bij Straat Makassar · Slag bij Manado · Slag om Ambon · Japanse bezetting van Saparoea · Slag om Timor · Verovering van de Riau-archipel · Aanval op Broome · Laatste vlucht van KNILM PK-AFV  · Strijd om Soerabaja (1945)